# 2009 MG10
2009 MG10, também escrito como 2009 MG10, é um objeto transnetuniano que está localizado no Cinturão de Kuiper, uma região do Sistema Solar. Ele possui uma magnitude absoluta de 7,0 e tem um diâmetro estimado com 175 km.

## Descoberta
2009 MG10 foi descoberto no dia 27 de junho de 2009 pelos astrônomos C. A. Trujillo, A. Udalski, S. S. Sheppard e I. Soszynski.

## Órbita
A órbita de 2009 MG10 tem uma excentricidade de 0,338 e possui um semieixo maior de 47,486 UA. O seu periélio leva o mesmo a uma distância de 31,450 UA em relação ao Sol e seu afélio a 63,522 UA.